# Ропотка
Ропотка — река в России, протекает по Лужскому району Ленинградской области.
Берёт начало из Череменецкого озера у посёлка им. Дзержинского (быв. Рапти). Впадает в озеро Большое Толони, из которого вытекает Вревка. Длина реки составляет 2,3 км, площадь водосборного бассейна — 518 км².

## Данные водного реестра
По данным государственного водного реестра России относится к Балтийскому бассейновому округу, водохозяйственный участок реки — Луга. Относится к речному бассейну реки Нарва (российская часть бассейна).
Код объекта в государственном водном реестре — 01030000512102000025682.